# 髙橋秀樹
髙橋 秀樹（たかはし ひでき、1962年〈昭和37年〉9月18日 - ）は、日本の政治家。北海道南富良野町長（第16代）。

## 来歴
北海道空知郡南富良野町出身。北海道富良野高等学校卒業。1981年（昭和56年）、南富良野町役場に入庁。入庁後、企画商工課長や総務課長などを歴任。2013年（平成25年）10月15日、南富良野町議会臨時会において、副町長に髙橋を充てる人事案が同意され、同年11月1日、南富良野町副町長に就任。以来、約8年にわたって池部彰町長を副町長として支えた。
2022年（令和4年）2月14日、池部彰町長（当時）が、道の駅南ふらのにおける機械設備工事の一般競争入札をめぐって一部入札参加業者に工事価格を漏洩したとして、官製談合防止法違反及び公契約関係競売入札妨害の疑いで逮捕された。これに伴い、地方自治法第152条第1項に基づき、同日付で髙橋が職務代理者に就任。同月21日、池部から提出されていた辞職願が富良野町議会臨時会において全会一致で同意され、同日付で池部の退任が決まった。これに伴い、町長選挙が行われる運びとなり、髙橋は当初、副町長の任期が3年半ある中での町長選挙への立候補に躊躇したが、最終的に町として抱えているさまざまな課題に取り組みたいと考え、立候補を決意した。同年4月5日に告示され、髙橋以外に立候補の届出がなかったため無投票で初当選。